# Konsument (Warenhaus)

Logo

Das Zentrale Handelsunternehmen »konsument« (ZU Konsument) war eine Warenhauskette und unterstand dem Verband der Konsumgenossenschaften der DDR. Nach Centrum war sie die zweitgrößte Warenhauskette des Landes.

## Geschichte
Das ZU Konsument wurde mit Wirkung zum 1. Januar 1965 durch den Verband deutscher Konsumgenossenschaften eG (VDK) gegründet. Gebildet wurde die Warenhauskette aus größeren, zuvor als Konsum betriebenen Kaufhäusern, da sich die regionalen Konsumgenossenschaften eher auf den Kernbereich, der Grundversorgung mit Lebensmitteln konzentrieren wollten. Insgesamt waren bis 1966 elf Kaufhäuser der neuen Kette unterstellt, tatsächlich im Corporate Design des neuen Unternehmens jedoch erst nur vier. Flaggschiff der Kette war das 1966 umgebaute und von 8000 auf 11.500 m² Verkaufsfläche erweiterte, im Volksmund „Blechbüchse“ genannte Warenhaus am Brühl in Leipzig, das sich von 1947 bis 1964 im Besitz der Konsumgenossenschaft Leipzig befand. 83 Prozent seiner Waren bezog Konsument direkt von den Herstellern. Ab 1972 führte die Kette Wühltische nach westlichem Vorbild ein. 1988 betrieb die Kette 13 Warenhäuser und war ebenso groß wie das Pendant Centrum der Handelsorganisation (HO).
Nach 1990 wurde vom Verband der Konsumgenossenschaften der DDR (VdK) und der Horten AG das Joint Venture „Horten-konsument“ gegründet, beide Gesellschafter hatten jeweils 50 Prozent der Anteile. Die Warenhäuser wurden von der neuen Horten-Konsument Warenhaus GmbH fortgeführt. Den 50-prozentigen Anteil des VdK eG verkaufte dieser nach der Übernahme von Horten durch Kaufhof im Jahr 1994 an Kaufhof. Ausschlaggebend waren wirtschaftliche Gründe, beispielsweise hatte der Gesellschafter VdK eG keinen Einfluss auf den Einkauf, trug aber das wirtschaftliche (Verlust-)Ergebnis mit. Mit der Fusion der Muttergesellschaft mit der Kaufhof AG wechselten viele Gebäude abermals den Namen. Nicht zu allen Warenhäusern konnte durch den Gesellschafter VdK eG, der Eigentümer der Gebäude war und blieb, Volleigentum hergestellt werden. Dort, wo es gelang, wurden die Warenhäuser (neben der eigentlichen Beteiligung, resp. Gesellschafteranteilen) ebenfalls an die Kaufhof Warenhaus AG verkauft. So etwa in Cottbus, Plauen und Gera. In Leipzig gelang dies nicht. Hier wurde durch den VdK eG als Gebäudeeigentümer und durch eine jüdische Erbengemeinschaft als Eigentümerin von Grund und Boden der Standort gemeinsam an Hertie/Karstadt verkauft. Die Filiale in Leipzig wurde später so ein Provisorium der Karstadt Warenhaus AG, die das Gebäude bis Oktober 2006 nutzte. Andere Standorte, wie etwa in Cottbus, werden heute noch vom Kaufhof betrieben. Das Kaufhaus am Berliner Anton-Saefkow-Platz befand sich bis zum Jahr 2009 im Besitz der Zentralkonsum eG (Gebäudeeigentümer) und war an die Kaufhof AG verpachtet. Nach deren Auszug wurde es im Jahr 2009 gemeinsam mit dem Bund und dem Land Berlin (Grundstückseigentümer) an eine Investorengruppe verkauft.

## Standorte

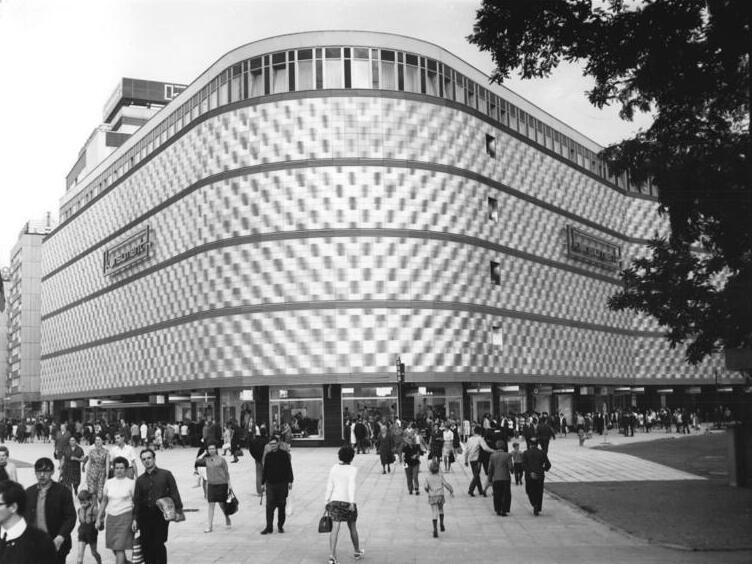
Das Konsument-Warenhaus am Brühl („Blechbüchse“) in Leipzig (1968)

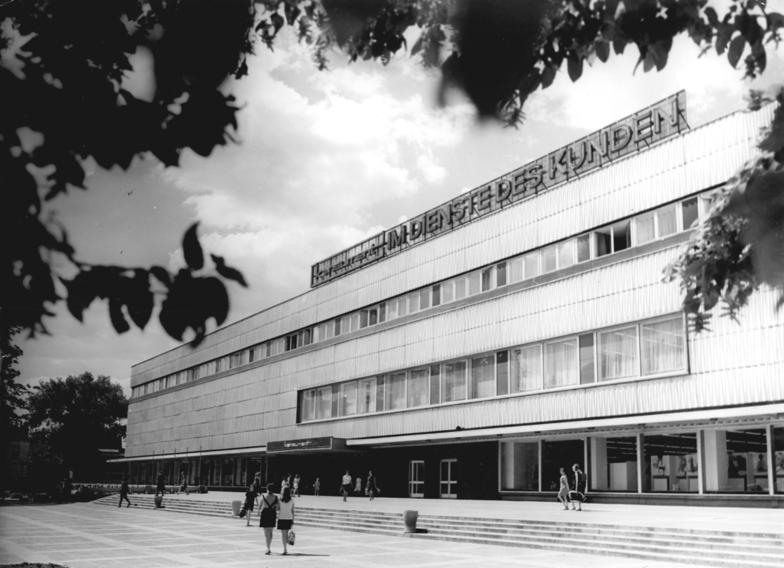
Konsument-Warenhaus in Cottbus, Entwurf: Klaus Frauendorf, 1966–1968

- Berlin, Anton-Saefkow-Platz (1985 eröffnet, Umbenennung: 1991 zu Horten, 1996 zu Kaufhof, Umzug in das Ring-Center)
- Cottbus (1968 eröffnet, 1991 zu Horten, 1996 zu Kaufhof)
- Dessau, Franzstraße (1991 zu Horten, 1995 geschlossen, 2007 abgerissen, 2007–2009 durch die konsument Dessau GmbH als „Dessau Center“ mit einem Investvolumen von 36 Mio. € wiedererrichtet)[6]
- Dresden-Löbtau, Kesselsdorfer Straße
- Frankfurt (Oder), Karl-Marx-Straße 40 (1991 zu Horten, 2006 abgerissen, im Anschluss daran Neubau eines kleineren Einkaufszentrums „konsument“ auf demselben Gebiet, jetzt Heilbronner Str. 30, durch die Quartier „konsument“ Frankfurt (Oder) GmbH. Hauptmieter ist seit der Errichtung die Kaufland-Warenhandelsgesellschaft mbH)[7]
- Gera
- Gotha (1991 zu Horten, 1995 geschlossen, seit 1999 Fashion-Discount)
- Halle (Saale): 3 Häuser im Umfeld des Marktplatzes: 1991 zu Horten, 1994/95 geschlossen; Leipziger Str.: heute „New Yorker“, Große Ulrichstraße (ehem. Karstadt): abgerissen und durch Einkaufspassage ersetzt, Kleinschmieden: Umbau zu Büro- und Geschäftshaus
- Jena (von Horten fertiggestellt 1991, 1994 geschlossen)
- Leipzig: Warenhaus am Brühl („Blechbüchse“; 2010 abgerissen, die originale Aluminiumfassade wurde in das Einkaufszentrum Höfe am Brühl integriert); ein Haus in der Lindenauer Josephstraße (heute zum Teil leerstehend)
- Plauen (1991 zu Horten, 1995 geschlossen)
- Potsdam (1991 zu Horten, 1996 nach Brand geschlossen, dann leerstehend, seit 2005 unter der Bezeichnung Stadtpalais Potsdam wieder eine Karstadt-Filiale)
- Stralsund (1991 zu Horten, 1994 geschlossen)
- Zwickau (1991 zu Horten, 1999 geschlossen)